# Бурятские казаки

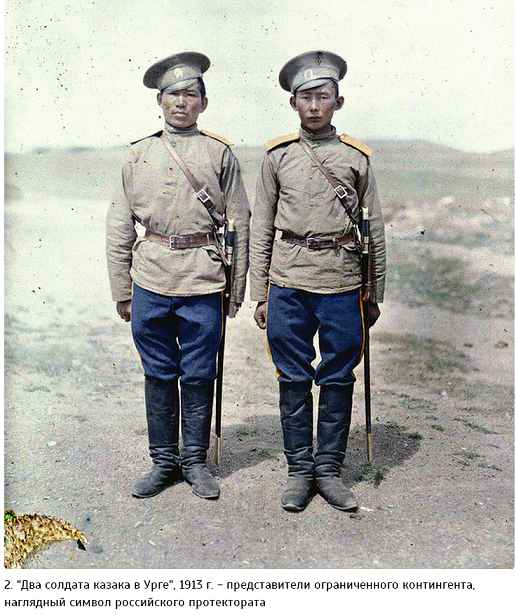
Бурятские казаки в Урге (1913 год).

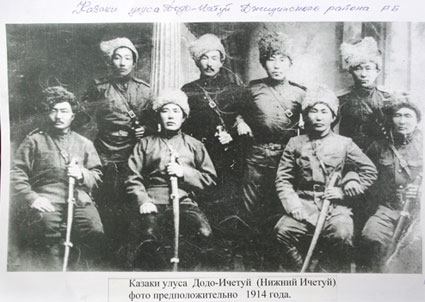
Казаки улуса Додо-Ичётуй (1914 год).

Буря́тские каза́ки, или Буря́тское каза́чество — бурятские казачьи полки, иррегулярное воинское формирование в составе Забайкальского казачьего войска во времена Российской империи.

## История
Впервые казаки появляются в Забайкалье в 1639 году. В 1689 году окольничий Головин заключил договоры с бурятскими тайшами и тобукунушскими сайтами о принятии их в русское подданство, а с китайцами — трактат о государственной границе Забайкалья.
Известно, что ещё до заключения Буринского договора 1727 года, забайкальские буряты уже несли караульную службу на фактической границе между Российской империей и Китаем (территория современной Монголии тогда входила в Цинскую империю), договор от 1727 года отодвинул значительно границу к югу.
В 1728 году при содействии графа Саввы Лукича Рагузинского был издан указ о выдаче семи селенгинским и одиннадцати хоринским родам особых знамён «за их прилежную службу». Таким образом царское правительство придало уже существовавшим к тому времени небольшим бурятским отрядам значение воинских единиц по охране границы.
В 1762 году бурятские и тунгусские роды образовали пятисотенный тунгусский полк, для охраны государственной границы.
В 1764 году по предложению бурятских старшин были сформированы четыре бурятских (братских) казачьих полка, имевших по 6 сотен в каждом. Полки носили наименования: [полки] Атаганов, Ашибагатов, Сартулов, Цонголов, и получили наименования от имён бурятских родов, отправивших наибольшее количество воинов.
Набор был добровольным, желающих служить было очень много: это освобождало от уплаты ясака (налога). Со временем служба стала воинской повинностью с сохранением казачьих привилегий. Полки имели статус самостоятельных боевых единиц.
Пограничная служба у бурятских полков была сменной, в отличие от русских казаков, которые непосредственно жили со своими семьями у границы. Так, прослужив один год, буряты на три года возвращались в свои родные улусы. После истечения «льготных» трёх лет бурятские казаки вновь заступали на службу.
Первоначально бурятские казаки были вооружены традиционным оружием: саблями и луками со стрелами. Довольно быстро они перешли на огнестрельное оружие. На это были и экономические причины: ружьё ассигнациями стоило 20 рублей, а лук со стрелами — 30 — 50 рублей. А казаки вооружение, как и лошадей, должны были приобретать за свой счёт.
В августе 1800 года семи селенгинским родам были выданы по одному знамени.
К 1802 году в составе четырёх полков пограничную службу проходило 2 400 бурятских казаков.
По инициативе бурятских казаков в 1830 году встал вопрос о роспуске, отвергнутый иркутским генерал-губернатором.
В 1833 году в Троицкасавске была открыта Русско-монгольская войсковая школа, в которой обучались дети бурятских казаков.
17 марта 1851 года указом императора Николая I было образовано Забайкальское казачье войско. Бурятские полки влились в его состав. С этого момента они перестают упоминаться в качестве самостоятельных боевых единиц.

## Участие в военных кампаниях
Во время Крымской войны (1853—1856) бурятские казаки участвовали в Амурском походе с целью прикрытия морского побережья в устье реки Амур от возможной высадки англо-французского десанта.
В 1900 году бурятские казаки участвовали в наведении порядка в Китае, в подавлении «Боксёрского восстания».
Сражались они в Маньчжурии во время Русско-японской войны (1904—1905).
В Первую мировую войну в составе 1-й Забайкальской казачьей дивизии воевали на полях Галиции и Польши.
Во время Гражданской войны в бурятском казачестве произошёл раскол: одни приняли сторону красных, другие воевали за белых. Последние, после поражения в войне, вынуждены были эмигрировать в Монголию и Маньчжурию. Некоторая часть казаков добралась до Австралии.

## Современность
В настоящее время бо́льшая часть бурятских казаков приписана к 1-му отделу Забайкальского казачьего войска, куда входят следующие станицы:
- Аракиретская станица;
- Атамано-Николаевская (Харацайская) станица;
- Боргойская станица;
- Верхнеудинская станица;
- Гыгетуйская станица;
- Желтуринская станица;
- Кударинская станица;
- Мензинская станица;
- Мурочинская станица;
- Селенгинская станица;
- Усть-Урлукская станица;
- Харьястская станица;
- Цаган-Усунская станица;
- Цакирская станица;
- Шарагольская станица;
- Янгажинская станица.

## Известные бурятские казаки
- Бато Айсуев (1863—1941) — атаман Гыгетуйской станицы (1897—1906), председатель Селенгинского аймачного комитета в 1918 году.
- Цокто Бадмажапов (1879—1937) — переводчик с монгольского языка, участник экспедиции П. К. Козлова в Тибет[11].
- Доржи Банзаров[12][13] (1822—1855) — первый бурятский учёный европейского образца, происходил из казаков. Его отец — отставной пятидесятник Ашибагатского полка Банзар Борхонов.
- Галсан Гомбоев (1818—1863) — учёный, буддистский религиозный деятель.
- Дондок Иринчинов — проводник и переводчик всех четырёх центральноазиатских экспедиций Пржевальского.
- Цыремпил Ранжуров (1884—1918) — первый бурятский революционер, участник установления Советской власти в Бурятии, активный деятель расказачивания.
- Созон Тынжиев — казак 2-го Читинского полка. Подвиг казака был описан в иллюстрированном журнале «Заря» от 24 января 1916 года.[14]

### Георгиевские кавалеры
Георгиевские кавалеры (кавалеров Военного императорского Ордена Святого Георгия Победоносца):

#### Полные
- Аюр Сакияев — бомбардир 4-й Забайкальской казачьей батареи (Аракиретская станица).[15]
- Бадмажап-Цырен Очиров — старший урядник 1-го Верхнеудинского полка (Кударинская станица).[14]

#### Кавалеры трех георгиевских наград
- Араптан Сакияев — двоюродный брат Аюра Сакияева, (Аракиретская станица).[14]
- Радна Ганжуров — георгиевский кавалер трех степеней (2, 3, 4), отец Буды Ганжурова — полного кавалера солдатского ордена Славы.[14]